# Okay Yokuşlu
Okay Yokuşlu (Konak, 9 de março de 1994) é um futebolista turco que atua como volante. Atualmente defende o Trabzonspor.

## Carreira

### Altay
Okay Yokuşlu se profissionalizou no clube Altay, ele fez sua estreia em 2010.

### Celta
Okay Yokuşlu se transferiu ao Celta de Vigo, em 2018.

## Seleção Turca
Em 2015, ele fez sua estreia em um empate 0-0 contra a Grécia. Yokuslu fez parte do elenco da Seleção Turca na disputa da Eurocopa de 2020.